# Densité analytique
En mathématiques, la densité analytique (ou densité de Dirichlet) d'un ensemble de nombres premiers, définie par Peter Gustav Lejeune Dirichlet, est une mesure  de la taille de cet ensemble, plus facile à utiliser que la  densité asymptotique.

## Définition
Si A est un ensemble de nombres premiers, la densité analytique de A est la limite
{\displaystyle d(A)=\lim _{s\rightarrow 1^{+}}{\frac {\sum _{p\in A}{1 \over p^{s}}}{\sum _{p}{\frac {1}{p^{s}}}}}} (p décrivant l'ensemble des nombres premiers),
si elle existe. Comme  {\displaystyle \lim _{s\rightarrow 1^{+}}{\frac {\sum _{p}{\frac {1}{p^{s}}}}{\ln({\frac {1}{s-1}})}}=1}, on a (si la limite existe)
{\displaystyle d(A)=\lim _{s\rightarrow 1^{+}}{\sum _{p\in A}{1 \over p^{s}} \over \ln({\frac {1}{s-1}})}.}
Cette expression est en général l'ordre du « pôle » en 1 de la fonction
{\displaystyle f(s)=\prod _{p\in A}{1 \over 1-p^{-s}}}
c'est-à-dire que f est (au voisinage de 1) le produit d'une fonction holomorphe par une puissance réelle de s-1 (ce n'est donc en général pas un pôle au sens des fonctions méromorphes).

## Propriétés
Si A a une densité asymptotique (relative), donnée par la limite, quand N tend vers l'infini, de
(nombre d'éléments de A ≤ N)/(nombre de nombres premiers ≤ N),
alors il a aussi une densité analytique, et les deux densités sont égales. 
Le plus souvent, il est cependant plus facile de déterminer la densité analytique d'un ensemble de nombres premiers. Par exemple, la démonstration du théorème de la progression arithmétique utilise le calcul de la densité analytique de l'ensemble des nombres premiers de la forme a + nb (avec a et b premiers entre eux), obtenant 1/φ(b) (où φ est l'indicatrice d'Euler) ; il est plus difficile de montrer que c'est également la densité asymptotique de cet ensemble. 
De façon générale, montrer qu'un ensemble de nombres premiers a une densité analytique non nulle se ramène souvent à montrer que certaines fonctions L ne s'annulent pas en s = 1, alors que montrer qu'il a une densité asymptotique demande de montrer que ces fonctions L ne s'annulent pas sur toute la droite Re(s) = 1.
Il existe des contre-exemples (assez artificiels) d'ensembles ayant une densité analytique mais pas de densité asymptotique : c'est le cas de l'ensemble des nombres premiers dont le premier chiffre (en base 10) est 1, qui n'a pas de densité naturelle, mais dont la densité analytique est ln 2/ln 10 ; une démonstration élémentaire reposant sur le théorème des nombres premiers est donnée dans.